# Magnus Saugstrup
Magnus Saugstrup Jensen (Aalborg, 12 de julho de 1996) é um handebolista profissional dinamarquês, medalhista olímpico.

## Carreira
Saugstrup conquistou a medalha de prata com a Seleção Dinamarquesa de Handebol Masculino nos Jogos Olímpicos de Verão de 2020 em Tóquio, após confronta a equipe francesa na final da competição. Nos Jogos Olímpicos de Verão de 2024, em Paris, conquistou a medalha de ouro no torneio masculino do handebol, após vencer na final confronto contra a equipe alemã por 39–26.